# Kuratorium für Technik und Bauwesen in der Landwirtschaft
Koordinaten: 49° 54′ 15,2″ N, 8° 40′ 57,9″ O

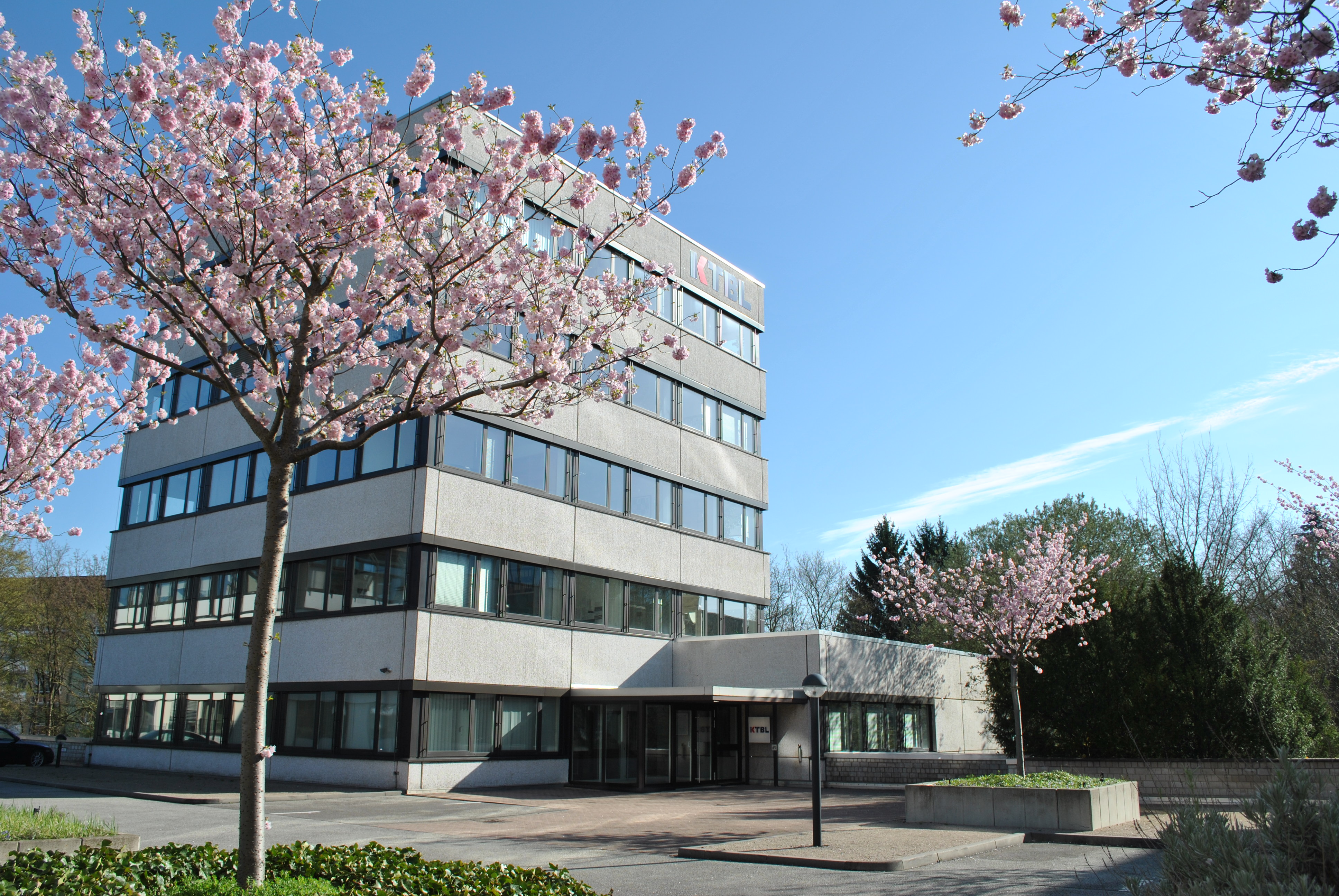
KTBL-Geschäftsstelle

Das Kuratorium für Technik und Bauwesen in der Landwirtschaft e. V. (KTBL) ist ein eingetragener Verein, dem Personen aus Landwirtschaft, Wissenschaft, gewerblicher Wirtschaft, Verwaltung und Beratung angehören. Zweck des KTBL ist der Technologietransfer.
Das KTBL wird vom Bundesministerium für Landwirtschaft, Ernährung und Heimat institutionell gefördert.
Das KTBL betreut neun Arbeitsschwerpunkte. Acht dieser Schwerpunkte werden von einer Arbeitsgemeinschaft betreut, die sich aus acht bis zwölf ehrenamtlich tätigen Fachleuten zusammensetzt. Die Arbeitsgemeinschaften richten zu speziellen Themen Arbeitsgruppen ein, in denen ebenfalls ehrenamtliche Experten tätig sind.

## Ziele
Vereinsziel ist die Förderung einer verbraucherorientierten, sozialverträglichen und umweltschonenden Landbewirtschaftung, einer artgerechten und umweltverträglichen Nutztierhaltung sowie die Förderung des ländlichen Raumes.

## Aufgaben
Die Kernaufgabe des KTBL ist der Wissenstransfer. Das KTBL erhebt Daten und Fakten zur Kalkulation und Bewertung der Landbewirtschaftung, der Nutztierhaltung und energiewirtschaftlicher Fragen. Es erarbeitet Beiträge für die Entwicklung des ländlichen Raumes, bereitet sie auf und veröffentlicht sie. Darüber hinaus wirkt es bei der Erstellung von Regelwerken mit und beschreibt den Stand der Technik.
Die Arbeitsergebnisse des KTBL sind Online-Anwendungen, Bücher, Veranstaltungen und Stellungnahmen. Die Produkte wenden sich an die Beratung, Wissenschaft, Forschung und Entwicklung bei Bundesländern und Industrie sowie Ausbildung und Beratung in Landwirtschaft, Gartenbau und Weinbau. Zudem sprechen sie Vertreter von Ministerien und Behörden sowie Akteure aus den vor- und nachgelagerten Bereichen der Landwirtschaft an.

## Struktur und Arbeitsweise
Im KTBL sind neben den Mitgliedern etwa 300 weitere Fachleute ehrenamtlich engagiert. In rund 35 Gremien bringen sie ihr Fachwissen ein und stellen so die Qualität der Arbeitsergebnisse sicher. Gemeinsam mit den Gremien arbeiten etwa 90 wissenschaftliche Mitarbeiter der KTBL-Geschäftsstelle an den Themen mit.

## Arbeitsschwerpunkte
Das KTBL hat folgende Arbeitsschwerpunkte:
- Arbeits- und Betriebswirtschaft
- Emissionen und Klimaschutz
- Energie
- Gartenbau
- Nutztierhaltung
- Ökologischer Landbau
- Pflanzenproduktion inkl. Weinbau
- Standortentwicklung und Immissionsschutz
- Wissenstechnologien

Arbeitsgemeinschaften und Arbeitsgruppen formulieren die Arbeitsschwerpunkte des KTBL. So entsteht ein Themennetzwerk, das den Akteuren aus Wissenschaft, Beratung und Praxis ermöglicht, sich auszutauschen und Informationen zu verknüpfen. Dies dient der Förderung des technischen Fortschritts.

## Auszeichnungen und Preise

### Tilo-Freiherr-von-Wilmowsky-Medaille
Seit 1978 vergibt das KTBL diese Medaille. Sie ist nach dem Präsidenten des Reichskuratoriums für Technik in der Landwirtschaft (RKTL) Tilo von Wilmowsky (1878–1966) benannt. Mit der Tilo-Freiherr-von-Wilmowsky-Medaille würdigt das KTBL Persönlichkeiten, die sich in besonderer Weise für die Landtechnik und für die in der Landtechnik tätigen Menschen eingesetzt haben.

### Anton-Schlüter-Medaille
Im Zeitraum 1994 bis 2018 hat das KTBL die Anton-Schlüter-Medaille verliehen. Das KTBL hat mit dieser Medaille aus Stiftungsmitteln hervorragende wissenschaftliche Leistungen auf dem Gebiet der Agrartechnik gewürdigt. Die Stiftung stammt vom Unternehmer Anton Schlüter (1915–1999), der sich dem KTBL eng verbunden fühlte.

## Zeitschrift Landtechnik
Als Mitherausgeber der wissenschaftlichen Zeitschrift „agricultural engineering.eu“ veröffentlicht das KTBL seit 1946 agrartechnische Ergebnisse aus der angewandten Forschung. Die Zeitschrift ist peer-reviewed und erscheint in Deutsch und Englisch. Bis 2024 hatte die Zeitschrift den Titel Landtechnik, Seit 2014 steht die Zeitschrift via Open Access jedem Interessenten im Internet frei zur Verfügung. Die Zeitschrift unterstützt Wissenschaftler und Nachwuchskräfte aus Forschungsinstituten, Industrie und Unternehmen der Landtechnik bei der Veröffentlichung ihrer Ergebnisse. Dies geschieht mit dem Ziel, den interdisziplinären Austausch neuer Erkenntnisse in der Agrartechnik weiterzuentwickeln.

## Geschichte
Das KTBL ist aus dem Zusammenschluss des „Kuratoriums für Technik in der Landwirtschaft“ (KTL) und der „Arbeitsgemeinschaft zur Förderung des Landwirtschaftlichen Bauens“ (ALB) am 1. Januar 1969 hervorgegangen. Vorgängerorganisationen zu Beginn der Zwanzigerjahre des 20. Jahrhunderts waren der „Reichsausschuss für Technik in der Landwirtschaft“ sowie die „Reichsforschungsgesellschaft für Wirtschaftlichkeit im Bau- und Wohnungswesen“ (RFG). Es folgten das „Reichskuratorium für Technik in der Landwirtschaft“ (RKTL) sowie die „Arbeitsgemeinschaft für Landwirtschaftliches Bauwesen“.